# پردیکس ۸۷۵۸
سیارک ۸۷۵۸ (به انگلیسی: 8758 Perdix، نامگذاری:6683P-L) هشت هزار و هفتصد و پنجاه و هشتمین سیارک کشف شده‌است که در ۲۴ سپتامبر ۱۹۶۰ کشف شد.
قدر مطلق سیارک برابر ۱۳٫۶۰ است.